# Alevtina Tanygina
Alevtina Tanygina, née le 15 décembre 1989, est une fondeuse russe qui a commencé sa carrière en 2007.

## Biographie
Sa première course individuelle dans la Coupe du monde a lieu en novembre 2011 à Sjusjøen. Lors de la saison 2014-2015, elle se classe quinzième du Tour de ski puis septième du dix kilomètres libre de Rybinsk.

## Palmarès

### Championnats du monde
| Épreuve / Édition   | Sprint                           | Sprint    | 10 km | 10 km                            | Skiathlon 2 × 15 km | 30 km | Relais | Relais   |
| Épreuve / Édition   | libre                            | classique | libre | classique                        | Skiathlon 2 × 15 km | 30 km | Sprint | 4 × 5 km |
| Mondiaux 2015 Falun | Épreuve inexistante à cette date | —         | 24e   | Épreuve inexistante à cette date | 14e                 | —     | —      | 7e       |

Légende :
- : pas d'épreuve
- — :  Épreuve non disputée par Jaśkowiek

### Coupe du monde
- Meilleur classement général : 30e en 2015.
- Meilleur résultat individuel : 7e.

### Championnats du monde des moins de 23 ans
- Hinterzarten 2010 : 
  - Médaille d'argent au 10 km classique.

### Festival olympique de la jeunesse européenne
- Jaca 2007 :
  - Médaille d'or du 5 km classique.

### Championnats de Russie
- Championne du 30 km libre en 2012.